# サンシャインエクスプレス
サンシャインエクスプレスは、兵庫県丹波篠山市に本社を置くバス事業者である。東京・大阪・京都・兵庫・福岡の便を持つ。

## 概要
従来親会社の武元重機が運行していた都市間ツアーバス「サンシャインエクスプレス」の乗合移行に先立ち、2013年（平成25年）5月に設立。同年7月から高速乗合バスの運行が開始された。
2021年（令和3年）に、本社がある兵庫県丹波篠山市から首都圏への直通発着便を開通。

## 沿革
- 2013年（平成25年）5月 - 株式会社サンシャインエクスプレスを設立
- 2013年（平成25年）7月 - 高速乗合バスの運行を開始
- 2018年（平成30年）5月 - 設立5周年
- 2020年（令和2年）10月 - 企画販売部 設立
- 2021年（令和3年）1月 - 篠山発着便の開通
- 2022年（令和4年）12月 - 安全な運行に関するガイドラインを改変
- 2023年（令和5年）5月 - 設立10周年
- 2023年（令和5年）12月 - 福岡発着便の開通

## 主な高速バス路線
長距離高速路線はいずれも夜行運転であり、主要エリアとしては東京・大阪・京都・兵庫・福岡の発着便がある。運行は1便あたり2名の乗務員が交代制で運転を行っている。

### 東京発着便
- 乗降地
  - 新宿駅 南口高速バスターミナル（バスタ新宿4F）
  - 新宿駅 南口高速バスターミナル（バスタ新宿3F）
  - 東京駅 八重洲南口（八重洲口鍛冶橋駐車場

### 京都発着便
- 乗降地
  - 京都駅 八条口観光バス乗降場（アバンティ前駐車場）
  - 長岡京下り（西山天王山駅直結・沓掛IC方面のりば）
  - 長岡京上り（西山天王山駅直結・関東方面のりば）

### 大阪発着便
- 乗降地
  - 大阪梅田（プラザモータープール）

### 兵庫発着便
- 乗降地
  - 神戸三宮駅西口（PMPTビル2F待合所）
  - 神戸三宮バス停
  - JR篠山口駅（西口ロータリー3番乗り場）

## 関連会社
- 武元重機